# Pueblo Llano
Pueblo Llano é uma cidade venezuelana, capital do município de Pueblo Llano.